# Percy Lee Gassaway

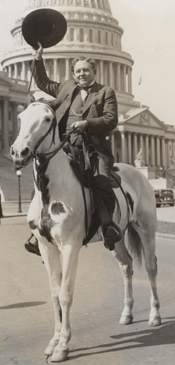
Percy Lee Gassaway

Percy Lee Gassaway (* 30. August 1885 in Waco, Texas; † 15. Mai 1937 in Coalgate, Oklahoma) war ein US-amerikanischer Politiker. Zwischen 1935 und 1937 vertrat er den vierten Wahlbezirk des Bundesstaates Oklahoma im US-Repräsentantenhaus.

## Werdegang
Im Jahr 1899 zog Percy Gassaway mit seinen Eltern nach Fort Sill im Indianergebiet des damaligen Oklahoma-Territoriums. Dort und in Oklahoma City besuchte er die öffentlichen Schulen; danach war er Verwaltungsangestellter bei einer Rechtsanwaltskanzlei. Nach einem eigenen Jurastudium und seiner 1918 erfolgten Zulassung als Rechtsanwalt begann er in Coalgate in seinem neuen Beruf zu arbeiten. Dort war er außerdem in der Landwirtschaft tätig.
Zwischen 1923 und 1926 war Gassaway Bezirksrichter im Coal County und von 1926 bis 1934 war er Richter im 26. Gerichtsbezirk. Politisch schloss er sich der Demokratischen Partei an. Bei den Wahlen des Jahres 1934 wurde er im vierten Distrikt von Oklahoma in das US-Repräsentantenhaus in Washington, D.C. gewählt, wo er am 3. Januar 1935 Thomas D. McKeown ablöste. Da er 1936 von seiner Partei nicht für eine Wiederwahl nominiert wurde, konnte Percy Gassaway bis zum 3. Januar 1937 nur eine Legislaturperiode im Kongress absolvieren. Nach dem Ende seiner politischen Laufbahn arbeitete Gassaway wieder als Rechtsanwalt und Viehzüchter. Es blieben ihm aber nur wenige Monate, da er bereits im Mai 1937 verstarb.